# 古幕院站
古幕院站（：／ Gomakwon yeok */?）是位于韩国全罗南道罗州市多侍面的一个车站，属于湖南线。

## 历史
- 1913年7月1日 - 落成使用。

## 相鄰車站
韓國鐵道公社
湖南線
多侍－古幕院－咸平